# Hệ thống Hiệp ước châu Nam Cực

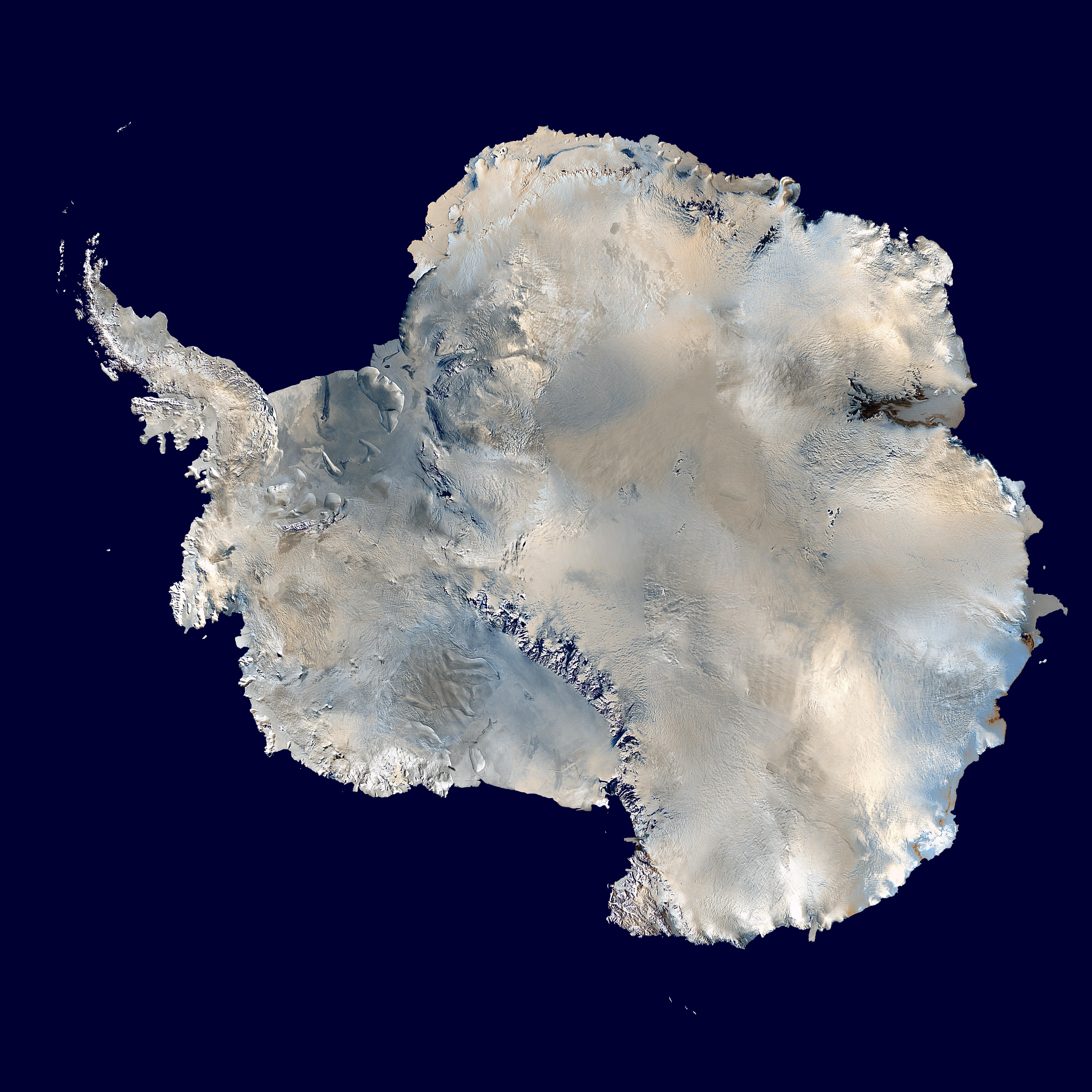
Châu Nam cực nhìn từ vệ tinh.

Hiệp ước Nam Cực (tiếng Anh, Antarctic Treaty) và các hiệp định liên quan được gọi chung là Hệ thống Hiệp ước Nam Cực (gọi tắt là ATS), là các hiệp ước có giá trị pháp lý ràng buộc để điều chỉnh quan hệ quốc tế giữa các quốc gia đối với châu Nam Cực, châu lục duy nhất trên Trái Đất không có người bản địa sinh sống. Căn cứ theo mục đích của hệ thống hiệp ước, châu Nam Cực được định nghĩa là toàn bộ vùng đất và khối băng phía Nam 60 độ vĩ Nam.
Hiệp ước chính thức có hiệu lực vào năm 1961 và có 47 quốc gia thành viên bảo vệ châu Nam Cực vì mục đích tự do nghiên cứu khoa học và nghiêm cấm các hoạt động quân sự trên châu lục này. Hiệp ước Nam Cực là điều ước quốc tế kiểm soát vũ trang đầu tiên được thiết lập trong Chiến tranh Lạnh. Từ tháng 9/2004, Ban thư ký Hiệp ước Nam Cực có trụ sở tại Buenos Aires, Argentina.
Hiệp ước bắt đầu được các quốc gia ký kết tham gia vào ngày 1/12/1959 và chính thức có hiệu lực từ ngày 23/6/1961. Những quốc gia đầu tiên tham gia ký kết hiệp ước là những nước tích cực hoạt động trong Năm Vật lý Địa cầu Quốc tế (International Geophysical Year - IGY) 1957-1958 và sẵn sàng chấp nhận đề nghị của Hoa Kỳ về hội nghị đàm phán về chính hiệp ước này. Lúc đó, 12 quốc gia có sự quan tâm rõ ràng đến khu vực này bao gồm: Argentina, Úc, Bỉ, Chile, Pháp, Nhật Bản, New Zealand, Na Uy, Nam Phi, Liên Xô, Anh và Hoa Kỳ. Các quốc gia này đã thiết lập hơn 50 trạm nghiên cứu tại châu Nam Cực. Hiệp ước là một biểu hiện ngoại giao thành công cho việc hợp tác hoạt động cũng như khoa học ở khu vực này.

## Các điều kiện
- Điều 1 – khu vực này chỉ dành cho các mục đích hòa bình; hoạt động quân sự như thử nghiệm vũ khí bị nghiêm cấm trừ lực lượng quân đội và các trang thiết bị của quân đội được sử dụng cho mục đích nghiên cứu khoa học và các mục đích hòa bình khác;
- Điều 2 – tự do nghiên cứu khoa học và phải liên tục hợp tác;
- Điều 3 – tự do trao đổi thông tin và nhân lực trong việc hợp tác với Liên Hợp Quốc và các cơ quan quốc tế khác;
- Điều 4 – hiệp ước không thừa nhận, tranh luận và xác lập các tuyên bố về chủ quyền lãnh thổ; không một tuyên bố mới nào được công nhận trong khi hiệp ước còn có hiệu lực;
- Điều 5 – cấm các vụ nổ hạt nhân và chất thải phóng xạ;
- Điều 6 – hiệp ước này bao gồm tất cả các lãnh thổ và tảng băng ở phía nam vĩ tuyến 60 độ nam;
- Điều 7 – quốc gia là quan sát viên của hiệp ước được tự do tiếp cận, kể cả trên không, tất cả các khu vực và có thể kiểm tra các trạm, căn cứ, trang thiết bị; tất cả mọi hoạt động phải được thông báo trước, bao gồm cả việc triển khai lực lượng quân đội;
- Điều 8 – quyền tài phán đối với các giám sát viên và các chuyên gia khoa học thuộc về các quốc gia mà người đó mang quốc tịch;
- Điều 9 – thường xuyên tổ chức các cuộc họp tham vấn giữa các quốc gia thành viên hiệp ước;
- Điều 10 – tất cả các quốc gia thành viên của hiệp ước phải phản đối mọi hoạt động trái với quy định của hiệp ước của các quốc gia khác;
- Điều 11 – các tranh chấp phải được giải quyết hòa bình bởi các bên liên quan hoặc bởi Tòa án Quốc tế vì công lý;
- Điều 12, 13, 14 – các quốc gia có liên quan thỏa thuận việc phê chuẩn, giải thích và chỉnh sửa hiệp ước;

Mục tiêu chính của hệ thống hiệp ước là đảm bảo lợi ích của toàn nhân loại tại châu Nam Cực được duy trì và sử dụng riêng cho các mục đích hòa bình và tránh biến khu vực này thành mâu thuẫn hoặc tranh chấp quốc tế. Hiệp ước nghiêm cấm bất cứ biện pháp có tính chất quân sự nhưng sự xuất hiện của lực lượng quân đội vẫn được cho phép.

### Các thỏa thuận khác

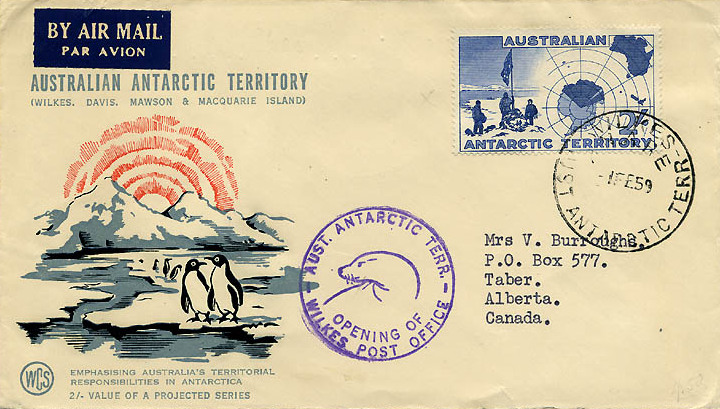
Tấm bìa này kỉ niệm việc triển khai bưu điện Wilkes vào năm ở khu vực Nam Cực thuộc Úc

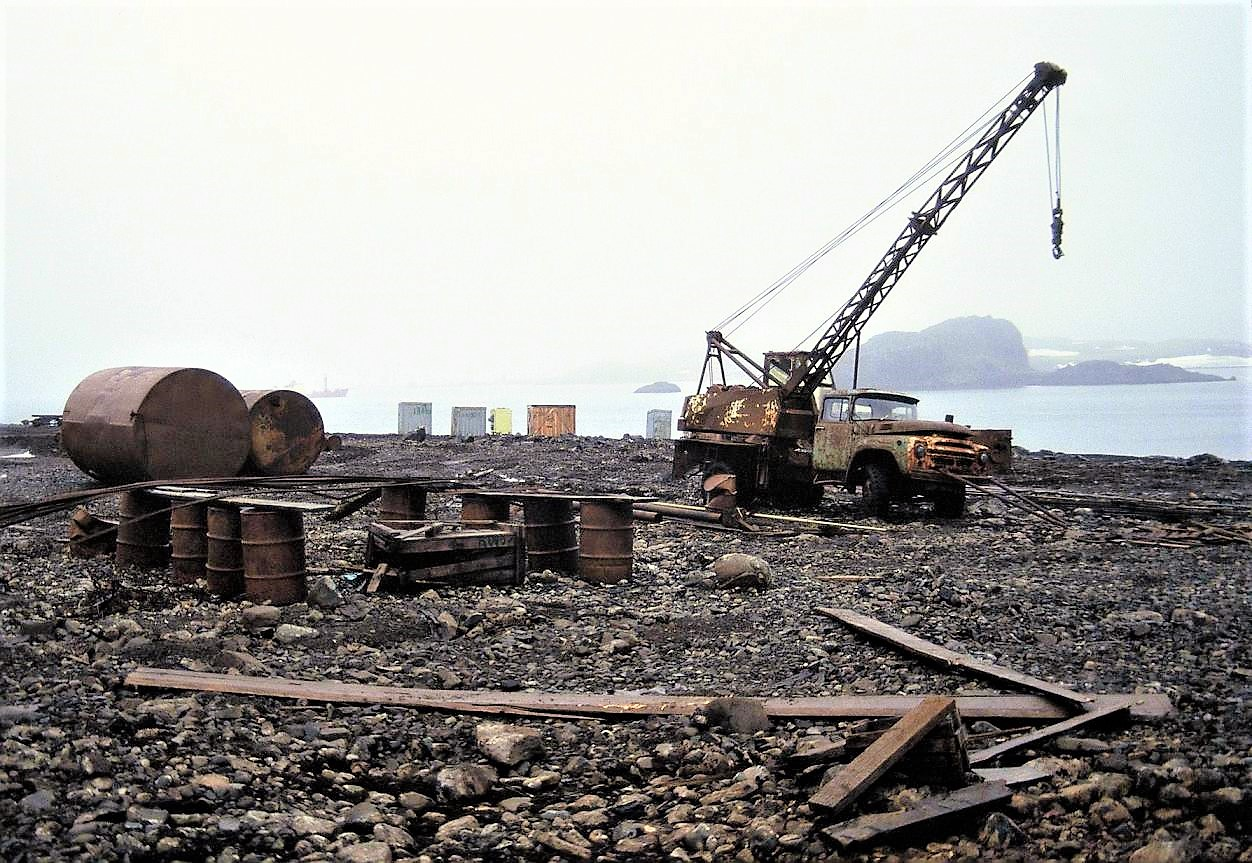
Nghị định thư về bảo vệ môi trường không cho phép việc xử lý chất thải bằng cách vứt bỏ ở bờ biển như tại căn cứ Bellingshausen, Nga (ảnh)

Các thỏa thuận khác — khoảng 200 đề xuất được thông qua tại các cuộc họp tham vấn của hiệp ước và đã được phê chuẩn - bao gồm:
- Các biện pháp được thỏa thuận nhằm bảo tồn hệ động thực vật châu Nam Cực (1964) (có hiệu lực vào năm 1982)
- Công ước về bảo tồn hải cẩu Nam Cực (1972)
- Công ước về bảo tồn sinh vật biển Nam Cực (1980)
- Công ước điều chỉnh các hoạt động khai khoáng ở châu Nam Cực (1988) (mặc dầu đã được ký kết vào năm 1988, nhưng sau đó công ước này lại bị bác bỏ và không bao giờ có hiệu lực)
- Nghị định thư về bảo vệ môi trường ở Vùng Nam Cực được ký kết vào ngày 4/10/1991 và bắt đầu có hiệu lực vào ngày 14/1/1998, thỏa thuận này nhằm mục đích phòng ngừa và quy định về việc bảo vệ môi trường Vùng Nam Cực thông qua 5 phụ lục cụ thể về ô nhiễm biển, động thực vật, đánh giá tác động của môi trường, quản lý rác thải và bảo vệ các khu vực tự nhiên. Nghị định thư nghiêm cấm mọi hoạt động liên quan đến khoáng sản trừ mục đích khoa học. Phụ lục thứ 6 về trách nhiệm liên đới trong các trường hợp khẩn cấp về môi trường đã được thông qua vào năm 2005 nhưng vẫn chưa có hiệu lực.

## Các Quốc gia thành viên

Vị trí các quốc gia tuyên bố chủ quyền trên Nam cực.

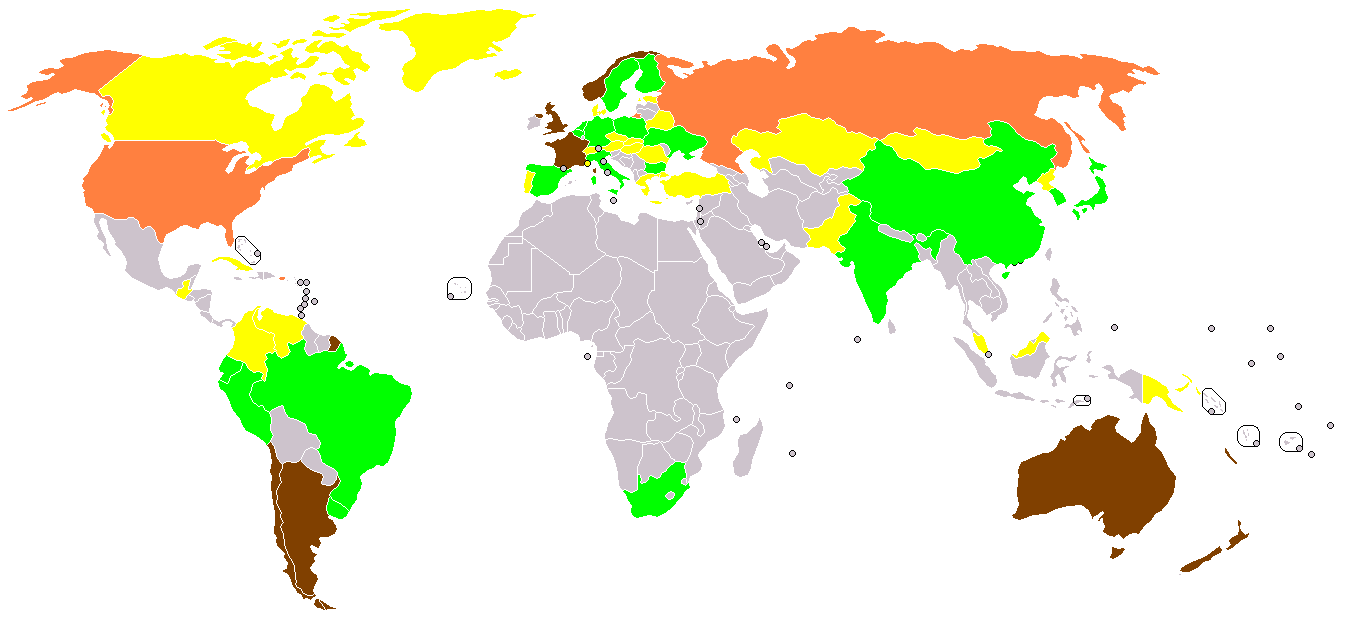
bên ký kết, tham vấn, tuyên bố chủ quyền lãnh thổ
bên ký kết, tham vấn, bảo lưu quyền đòi hỏi lãnh thổ
bên ký kết, tham vấn
bên ký kết, tán thành
bên không ký kết

| Quốc gia                                              | Ngày ký tắt        | Ngày tham vấn       | Ngày tham gia |
| ----------------------------------------------------- | ------------------ | ------------------- | ------------- |
| Anh Quốc (tuyên bố chủ quyền)*                        | 31/5/1960          | 31/5/1960           |               |
| Cộng hòa Nam Phi                                      | 21/6/1960          | 21/6/1960           |               |
| Bỉ                                                    | 26/7/1960          | 26/7/1960           |               |
| Nhật Bản                                              | 4/8/1960           | 4/8/1960            |               |
| Hoa Kỳ**                                              | 18/8/1960          | 18/8/1960           |               |
| Na Uy (tuyên bố chủ quyền)                            | 24/8/1960          | 24/8/1960           |               |
| Pháp (tuyên bố chủ quyền)                             | 16/9/1960          | 16/9/1960           |               |
| New Zealand (tuyên bố chủ quyền)                      | 1/11/1960          | 1/11/1960           |               |
| Nga (Lúc này còn thuộc Liên Xô)**                     | 2/11/1960          | 2/11/1960           |               |
| Argentina (tuyên bố chủ quyền)*                       | 23/6/1961          | 23/6/1961           |               |
| Úc (tuyên bố chủ quyền)                               | 23/6/1961          | 23/6/1961           |               |
| Chile (tuyên bố chủ quyền)*                           | 23/6/1961          | 23/6/1961           |               |
| Áo                                                    |                    |                     | 25/8/1987     |
| Belarus                                               |                    | 27/12/2006          |               |
| Brasil                                                | 12/9/1983          | 16/5/1975           |               |
| Ấn Độ                                                 | 12/9/1983          | 19/8/1983           |               |
| Bulgaria                                              | 25/5/1998          | 11/9/1978           |               |
| Canada                                                |                    | 4/5/1988            |               |
| Trung Quốc                                            | 7/10/1985          | 8/6/1983            |               |
| Colombia                                              |                    | 31/1/1989           |               |
| Cuba                                                  |                    | 16/8/1984           |               |
| Cộng hòa Séc (Lúc này còn thuộc Tiệp Khắc)            |                    | 14/6/1962           |               |
| Slovakia (Lúc này còn thuộc Tiệp Khắc)                |                    | 14/6/1962           |               |
| Đan Mạch                                              |                    | 20/5/1965           |               |
| Ecuador                                               | 19/11/1990         | 15/9/1987           |               |
| Hà Lan                                                | 19/11/1990         | 30/3/1967           |               |
| Estonia                                               |                    | 17/5/2001           |               |
| Phần Lan                                              | 9/10/1989          | 15/5/1984           |               |
| Peru                                                  | 9/10/1989          | 10/4/1981           |               |
| Hàn Quốc                                              | 9/10/1989          | 28/11/1986          |               |
| Đức (tuyên bố chủ quyền) (ngưng từ năm 1945) Đông Đức | 3/3/1981 5/10/1987 | 5/2/1979 19/11/1974 |               |
| Hy Lạp                                                |                    | 8/1/1987            |               |
| Guatemala                                             |                    | 31/7/1991           |               |
| Ý                                                     | 5/10/1987          | 18/3/1981           |               |
| Hungary                                               |                    | 27/1/1984           |               |
| Monaco                                                |                    | 30/5/2008           |               |
| Cộng hòa Dân chủ Nhân dân Triều Tiên                  |                    | 21/1/1987           |               |
| Papua New Guinea                                      |                    | 16/3/1981           |               |
| Ba Lan                                                | 29/7/1977          | 8/6/1961            |               |
| România                                               |                    | 15/9/1971           |               |
| Tây Ban Nha                                           | 21/9/1988          | 31/3/1982           |               |
| Thụy Điển                                             | 21/9/1988          | 24/3/1984           |               |
| Thụy Sĩ                                               |                    | 15/11/1990          |               |
| Thổ Nhĩ Kỳ                                            |                    | 25/1/1996           |               |
| Ukraina                                               | 27/5/2004          | 28/10/1992          |               |
| Uruguay                                               | 7/10/1985          | 11/1/1980           |               |
| Venezuela                                             |                    | 24/5/1999           |               |

* Tuyên bố bị chồng lấn.
** Bảo lưu tuyên bố.
Từ 2007 cho đến hiện tại, đã có 46 quốc gia là thành viên của Hiệp ước Nam Cực bao gồm 28 nước tham vấn và 18 nước gia nhập. Các nước tham vấn (có quyền bỏ phiếu) bao gồm 7 quốc gia tuyên bố chủ quyền quốc gia đối với 1 bộ phận của châu Nam Cực. 21 nước không có tuyên bố không hề thừa nhận những tuyên bố của các nước khác hoặc đưa ra quan điểm của quốc gia mình.

## Ban thư ký Hiệp ước Nam Cực
Ban Thư ký Hiệp ước Nam Cực được thành lập ở Buenos Aires, Argentina vào tháng 9/2004 trong một cuộc họp tham vấn. Ngài Jan Huber (Hà Lan) được chỉ định làm Thư ký điều hành đầu tiên cho nhiệm kì 5 năm đến hết 31 tháng 8 năm 2009. Ngày 1 tháng 9 năm 2009, ngài Manfred Reinke (Đức) được chỉ định là người kế nhiệm cho nhiệm kì 4 năm tiếp theo.
Nhiệm vụ của Ban thư ký Hiệp ước Nam Cực được chia thành các hạng mục sau:
- Hỗ trợ tổ chức các cuộc họp tham vấn thường niên và các cuộc họp của Ủy ban bảo vệ môi trường.
- Tạo điều kiện để các bên trong hiệp ước và nghị định thư về môi trường trao đổi thông tin.
- Tập hợp, lưu trữ, sắp xếp và công bố những tài liệu của các cuộc họp tham vấn thường niên.
- Cung cấp và phổ biến các thông tin chung về Hệ thống Hiệp ước Nam Cực và các hoạt động ở khu vực này.

Hiện tại, có 46 quốc gia sở hữu căn cứ riêng tại châu Nam Cực.

## Hệ thống pháp lý
Châu Nam Cực không có cư dân sinh sống nên ở đây không tồn tại khái niệm công dân hay chính phủ. Vì châu Nam Cực không có quyền chủ quyền nên tất cả những người có mặt ở châu Nam Cực đều công dân hoặc người có quốc tịch của quốc gia khác nhau trên thế giới, không phải là công dân của châu Nam Cực. Bên cạnh đó, hầu hết các quốc gia trên thế giới đều tuyên bố quyền chủ quyền đối với một bộ phận hay phần lớn lãnh thổ của châu Nam Cực nhưng đều không được công khai thừa nhận bởi các quốc gia khác. Đặc biệt, khu vực nằm giữa 90 độ kinh Tây and 150 độ kinh Tây là khu vực duy nhất trên Trái Đất không có một quốc gia nào tuyên bố chủ quyền.
Đa phần, chính phủ của quốc gia trên thế giới là thành viên của Hiệp ước Nam Cực và những nghị định thư có liên quan về bảo vệ môi trường ở khu vực này chịu trách nhiệm triển khai các điều khoản đã được quy định trong Hiệp ước hay các phán quyết của tòa án liên quan đến Hiệp ước thông qua nội luật của từng quốc gia. Theo đó, công dân mang quốc tịch của các quốc gia thành viên Hiệp ước có nghĩa vụ tuân thủ theo các quy định đã nêu trong Hiệp ước khi có mặt tại bất cứ khu vực nào của châu Nam Cực. Hiệp ước Nam Cực thường được xem là đại diện tiêu biểu cho nguyên tắc pháp lý quốc tế về di sản chung của nhân loại.

### Argentina
Theo các quy định của chính phủ Argentina, bất cứ hành vi tội phạm nào được thực hiện trong chu vi 50 km ở bất kì căn cứ nào của quốc gia này đều xem như nằm ở Ushuaia. Trong khu vực có tranh chấp với Chile hoặc Vương quốc Anh, người phạm tội khi xét xử có thể yêu cầu chuyển cho bất kì nước nào trong 2 nước đã nêu.

### Hoa Kỳ
Theo luật pháp của Hoa Kỳ, những hành vi phạm tội của hoặc chống lại công dân Hoa Kỳ như giết người, thẩm quyền tài phán của Hoa Kỳ có thể áp dụng cho những khu vực không thuộc về các quốc gia khác. Hiện tại, Hoa Kỳ có một thống chế đặc biệt ở châu Nam Cực phụ trách việc thực thi luật pháp trong trường hợp cần thiết.
Một số bộ luật của Hoa Kỳ được áp dụng trực tiếp cho châu Nam Cực.